# Hipótese do tecido custoso
A hipótese do tecido custoso (ETH, do inglês ‘Expensive tissue hypothesis’), também chamada de hipótese do tecido caro, ou hipótese do tecido dispendioso, foi inicialmente proposta por Leslie C. Aiello e Peter Wheeler em 1995 em um artigo publicado pela revista Current Anthropology.
Em linhas gerais, a hipótese relaciona o tamanho cerebral com o tamanho do trato gastrointestinal. Sugerindo que na história evolutiva de humanos e outros mamíferos encefalizados, houve um aumento do tamanho relativo cerebral, um tecido metabolicamente custoso, sem um aumento correspondente da taxa metabólica basal (TMB) que pode ser explicado por uma correspondente redução do tamanho relativo do intestino, considerado também custoso metabolicamente.

## Artigo original - embasamento teórico
O artigo que primeiro postulou a hipótese foi dividido em 4 tópicos, cada um com seu respectivo embasamento teórico descrito abaixo.

### "O problema"
Nesta parte o artigo postula o problema de como os primatas, em especial os humanos, conseguem sustentar um cérebro de tamanho relativo grande. Esse problema é sustentado por alguns fatores, sendo o primeiro a própria encefalização dos primatas.
Um primata encefalizado é definido como detentor de um cérebro maior do que esperado em relação ao tamanho do corpo, isso é medido no estudo por meio do coeficiente de encefalização, uma relação entre o tamanho cerebral observado e o esperado (calculado utilizando a equação para previsão do tamanho cerebral em mamíferos placentários). O coeficiente encontrado para humanos foi de 4.6 e uma média de 1.9 ± 0.6 para outros primatas, significando que tem um cérebro 4,6 vezes maior do que o esperado para o mamífero médio, e outros primatas quase o dobro.
O segundo dos fatores que sustentam o problema é o custo metabólico elevado para a sustentação do cérebro. A taxa metabólica específica do cérebro (11,2 W/Kg) é nove vezes maior do que a taxa metabólica específica média do corpo humano como um todo (1,25 W/Kg). Essa discrepância parece estar associada à bomba de íons necessária para manter o potencial de membrana dos axônios, e também a constante produção de neurotransmissores. Dessa forma, quanto maior o tamanho do cérebro, maior deve ser a capacidade de fornecer altos níveis de oxigênio e substratos. Contudo, o fornecimento é dificultado pela incapacidade do cérebro armazenar reservas energéticas significativas. Nesse ponto, é correto afirmar que qualquer aumento no tecido cerebral representaria um investimento energético considerável.

Os autores, então, afirmam que não há correlação significativa entre a taxa metabólica basal relativa e o tamanho cerebral relativo em humanos e outros animais encefalizados. Ou seja, ao calcular TMBs de humanos maduros saudáveis encontra-se valores típicos de primatas e, consequentemente, de mamíferos eutérios como um todo. Analisando tal fato, conclui-se que não há evidências suficientes de um aumento no metabolismo basal para explicar o gasto metabólico adicional do cérebro aumentado, levando a formulação da pergunta que será respondida na próxima parte:
"De onde vem a energia para alimentar o cérebro encefalizado?"

### "A solução"
Para tratar dessa questão, os autores trazem a possibilidade de que a expansão da massa encefálica queimaria tanta energia para o corpo que, proporcionalmente ao seu crescimento de massa, a massa de outros tecidos específicos do corpo seria diminuída, pois o gasto de energia já estaria sendo realizado pelo cérebro.
Um ser humano de 65kg entre 18-30 anos saudável, segundo testes de perfuração de tecido, gasta de 60 a 70% de sua taxa metabólica basal com o coração, rim, e os órgãos esplâncnicos (fígado e trato gastrointestinal) junto ao cérebro (medida através do consumo de oxigênio do tecido), apesar destes ocuparem uma massa menor que 10% do total corporal. Os valores absolutos variam conforme os estudos, mas não são significativamente diferentes quando analisados in vivo ou in vitro.
Para determinar se o aumento da encefalização está associado a uma redução no tamanho relativo de qualquer um desses outros tecidos metabolicamente ativos, os cientistas compararam as massas observadas em cada órgão de um humano adulto 65 kg com as esperadas de um primata médio de massa correspondente (calculadas com base nas equações de mínimos quadrados para primatas). Depois dos testes, constatou-se que apesar da massa combinada dos tecidos metabolicamente custosos serem próximos entre o humano e o primata médio de 65kg, a contribuições entre os órgãos variaram bastante, em especial os órgãos esplâncnicos com o trato gastrointestinal, que possui 60% do esperado. Assim concluiram que o acréscimo de massa do cérebro humano é balanceado por uma redução do trato gastrointestinal.
Considerou-se também as relações metabólicas entre os tecidos; a redução de tamanho em massa do trato gastrointestinal calculado salvaria até 9,5 W de energia (segundo estudos em outros mamíferos), que seria aproximadamente a mesma utilizada pelo cérebro de tamanho maior. Portanto as mudanças nas proporções dos dois órgãos terem sido eventos evolutivos contemporâneos explicaria a razão para que as taxas metabólicas basais dos hominídeos não terem sido elevadas acima das típicas de outros primatas como consequência dos custos energéticos da encefalização.
Apesar dessas conclusões, o artigo deixa claro que é impossível determinar exatamente a taxa de consumo energético diário total de um animal. Se considerarmos a energia diária consumida pelos HS como 1,8x o que consideramos hoje, as taxas metabólicas do cérebro e das vísceras continuam em seus níveis basais. O crescimento de energia disponível depende da dieta: o que está disponível para o consumo e qual sua composição, fazendo com que o órgão tenha uma maior taxa metabólica ou não, apesar de isso não ser totalmente compreendido atualmente.

### "Implicações evolucionárias"
Nesse tópico do artigo, os autores fazem uma análise da possibilidade de coevolução entre o tamanho do cérebro e do intestino em humanos e outros primatas sugerindo que, para sustentar cérebros relativamente grandes sem aumentar a taxa metabólica basal corporal total, houve uma seleção correspondente para a redução do tamanho relativo do intestino. Essa adaptação foi essencial para manter a TMB típica sem exigir uma ingestão de energia extraordinariamente elevada, o que colocaria os primatas em intensa competição por recursos alimentares.

#### Equilíbrio energético e tamanho dos tecidos
Os autores ressaltam as implicações da redução do tamanho de diferentes órgãos ao analisar a hipótese do tecido custoso, uma vez que cada órgão desempenha funções críticas que não podem ser comprometidas sem consequências significativas para a sobrevivência e o funcionamento do organismo:
- Fígado: a capacidade do fígado de armazenar e garantir o fornecimento contínuo de glicose é crítica para o cérebro, que depende exclusivamente da glicose como combustível. A redução significativa do fígado comprometeria a manutenção dos níveis de glicose, essenciais para o funcionamento do sistema nervoso central.
- Coração: reduzir o tamanho do coração sem comprometer a circulação sanguínea é inviável, especialmente porque o cérebro requer um fornecimento contínuo de glicose e oxigênio.
- Rins: alterar significativamente o tamanho dos rins afetaria a capacidade de reabsorção de água e solutos, comprometendo a concentração de urina e, portanto, a gestão hídrica, especialmente em habitats áridos.
- Musculatura esquelética: a redução da massa muscular não compensaria eficazmente o aumento do gasto energético cerebral devido à sua menor taxa metabólica específica.

#### Associação entre tamanho do intestino e digestibilidade dos alimentos
O tamanho do intestino está diretamente relacionado tanto ao volume quanto à digestibilidade dos alimentos consumidos. Dietas que consistem principalmente de alimentos de baixa digestibilidade exigem intestinos relativamente grandes, caracterizados por câmaras de fermentação volumosas, como no estômago ou intestino delgado. Um exemplo extremo são os ruminantes artiodáctilos, como vacas, que são folívoros e dependem quase exclusivamente de gramíneas.
Por outro lado, dietas que incluem alimentos de alta digestibilidade requerem intestinos relativamente menores. Esses intestinos são caracterizados por estômagos simples e intestinos delgados proporcionalmente longos, que priorizam a absorção eficiente de nutrientes. Este padrão é típico entre carnívoros, que têm menor necessidade de fermentação prolongada para digerir suas presas.
Essa associação também se aplica aos primatas. Por exemplo, Cebus se alimenta principalmente de frutas açucaradas, sementes ricas em proteínas, óleos, larvas de corpo mole, cigarras e pequenos vertebrados, com alimentos de origem animal ocupando uma parcela substancial de seu tempo de alimentação. Em contraste, Alouatta consome uma dieta composta por uma alta porcentagem de folhas, além de frutos maduros, verdes e figos altamente fibrosos. Essas diferenças dietéticas se refletem no tamanho relativo do intestino desses primatas.
Dentro dos Hylobatidae, as diferenças na dieta também influenciam o tamanho do intestino. Hylobates lar, que consome mais frutas do que folhas, possui um intestino relativamente menor comparado a Hylobates syndactylus, que dedica mais tempo à alimentação de folhas do que frutas.
Esses exemplos demonstram como a evolução do tamanho do intestino em primatas está adaptada às demandas específicas impostas pela composição nutricional de suas dietas. Essas adaptações permitem uma eficiência na digestão e absorção de nutrientes, essencial para o sucesso adaptativo e a sobrevivência das espécies em seus respectivos habitats.

#### Associação entre o tamanho relativo do intestino e o tamanho relativo do cérebro
O artigo aponta que há uma relação inversa entre o tamanho relativo do cérebro e do intestino. Dessa forma, animais com intestinos relativamente grandes também têm cérebros relativamente pequenos, enquanto animais com intestinos relativamente pequenos têm cérebros relativamente grandes. No entanto, também parece haver uma relação gradativa presente.
Para um determinado tamanho relativo do cérebro, os colobinos têm um intestino relativamente menor do que os cebídeos e os hilobatídeos; eles podem ter TMB relativas gerais mais baixas ou intestinos com taxas metabólicas específicas de massa mais altas, ou seus outros órgãos dispendiosos podem ser relativamente maiores e/ou mais consumidores de energia. O poder de resolução destas comparações, entretanto, é limitado pelo pequeno número de espécies para as quais estão disponíveis dados referentes ao intestino, pelo pequeno número de indivíduos estudados dentro de cada espécie e pelo fato de os dados do cérebro e do intestino não provirem dos mesmos indivíduos. A interpretação também é limitada pela ausência de dados sobre as alometrias do custo metabólico de órgãos individuais em primatas não humanos. No entanto, mesmo com estas limitações, parece haver uma ligação entre a dieta e os tamanhos relativos do trato gastrointestinal e do cérebro.

#### Dieta, encefalização e sociabilidade
A relação entre o tamanho relativo do cérebro e a dieta é frequentemente mencionada na literatura sobre encefalização de primatas e é geralmente explicada em termos dos diferentes graus de inteligência necessários para explorar vários recursos alimentares.
Por exemplo, Parker e Gibson argumentaram que um cérebro relativamente grande e um tamanho neocortical se correlacionam com a alimentação onívora em primatas, o que requer estratégias relativamente complicadas para extrair alimentos de alta qualidade.
Alternativamente, Clutton-Brock e Harvey sugeriram que os frugívoros têm tamanhos cerebrais relativamente grandes porque têm áreas de vida relativamente maiores do que os folívoros, necessitando de um mapa mental mais sofisticado para localização e exploração dos recursos alimentares.
Os resultados apresentados pelo artigo sugerem que a relação entre o tamanho relativo do cérebro e a dieta é principalmente uma relação entre o tamanho relativo do cérebro e o tamanho relativo do intestino, sendo este último determinado pela qualidade da dieta. Isto implicaria que uma dieta de alta qualidade é necessária para a encefalização, independentemente da seleção para essa encefalização. Uma dieta de alta qualidade atenua as restrições metabólicas à encefalização, permitindo um intestino relativamente menor, reduzindo assim o custo metabólico considerável deste tecido.
Estes resultados são compatíveis com a sugestão de que um cérebro grande, e particularmente uma grande proporção de neocórtex, está relacionado principalmente ao tamanho do grupo em primatas, e não à estratégia alimentar. É certamente verdade, porém, que um cérebro grande pode ter facilitado estratégias de forrageamento mais complexas e agido como uma pressão de seleção secundária para a encefalização. Uma dieta de alta qualidade também poderia ter beneficiado a encefalização, aumentando diretamente a energia total disponível para alimentar um aumento da TMB. Isto só se aplicaria, no entanto, se as quantidades de alimentos de alta qualidade consumidas fossem pelo menos iguais às dos alimentos de qualidade inferior. Em relação aos humanos, este não parece ser o caso. Os humanos não têm uma TMB relativamente elevada e, além disso, Barton demonstrou que têm uma ingestão alimentar diária significativamente menor do que os primatas não humanos cuja dieta é de qualidade geral inferior.

### "Mudança no tamanho do cérebro durante evolução humana"
Por último, os autores exploram a expansão cerebral dos hominídeos ao longo dos últimos 4 milhões de anos, que aumentou de aproximadamente 400 a 500 cm³, estimados para os Australopithecus, para 1.400 cm³ nos humanos modernos . Há 2 milhões de anos, o primeiro período de expansão cerebral aconteceu. Esse está relacionado com o aparecimento do gênero Homo, quando o tamanho absoluto do cérebro aumentou, em média, 654 cm³ em Homo habilis/rudolfensis e aproximadamente 850 cm³ nos primeiros Homo ergaster africanos. Já o segundo momento de expansão cerebral coincide com aparecimento dos Homo sapiens arcaicos na segunda metade do Pleistoceno Médio, quando o tamanho do cérebro aumentou para o nível moderno.
Ao fazer a correção do tamanho do cérebro é pelo tamanho do corpo, encontraram que o tamanho cerebral dos primeiros hominídeos está dentro ou logo acima do intervalo superior dos primatas atuais. Quanto ao tamanho corporal, alguns primatas, como Cebus e Saimiri possuem um corpo relativamente pequeno, o que direciona a um problema: fornecer a si mesmos quantidades suficientes de alimentos de alta qualidade para permitir a redução necessária do intestino. A solução seria incluir quantidades crescentes de alimentos de origem animal na dieta.
Embora todos os hominídeos sejam mais encefalizados do que a maioria dos gêneros de primatas vivos, os Australopithecus mostram uma encefalização geral mais baixa da que vista no gênero Homo. Já os gorilas possuem um dos níveis mais baixos de encefalização de qualquer primata da ordem Haplorhini. O nível muito mais alto de encefalização de todos os Australopithecus, que possuem encefalização geral mais baixa do que os membros do gênero Homo, sugere uma dieta de qualidade significativamente superior. Essa sugestão é consistente com evidências de microdesgastes dentais que nos molares dos Australopithecus robustus se assemelha ao dos primatas existentes que comem alimentos duros numa dieta onívora, enquanto os microdesgastes nos molares dos outros australopitecos sugerem uma dieta com folhas e frutos carnudos.
Com os níveis mais altos de encefalização, é possível inferir que os membros do gênero Homo tivessem uma dieta de qualidade maior do que os Australopithecus. O consumo de carne pelos primeiros Homo também pode ser inferido por outros fatores, como o polimento em ferramentas e pelas marcas de corte nos ossos, mas sempre há incertezas sobre qual dos hominídeos, Australopithecus ou primeiros Homo, realmente fabricou e usou as ferramentas. A ideia com mais sustentação é de que o primeiro H. erectus (H. ergaster) era mais predatório e incorporava mais produtos de origem animal em sua dieta do que os hominídeos anteriores. O suporte para essa interpretação baseia-se principalmente no esqueleto pós-craniano, que sugere uma adaptação mais eficiente à locomoção rápida.
Retomando a discussão da diminuição intestinal, o artigo afirma que é difícil inferir o tamanho relativo do intestino dos hominídeos, porque, ao contrário do cérebro, o intestino não é protegido por uma estrutura óssea que pode ter seu volume medido. No entanto, certas características do esqueleto pós-craniano de H. ergaster sugerem que esse hominídeo tinha um intestino relativamente menor (condizente com seu nível mais alto de encefalização) do que os Australopithecus. O grande intestino dos hominídeos não humanos vivos (chimpanzés, gorilas e orangotangos) dá a seus corpos uma aparência "barriguda", sem uma cintura discernível. Isso ocorre porque o perfil arredondado do abdômen é contínuo com a porção inferior da caixa torácica e também porque a região lombar é relativamente curta. O estreitamento das porções superiores da caixa torácica está associado ao complexo muscular poderoso da cintura escapular usado para locomoção arbórea.
Para além do intestino, outras evidências acerca das proporções dos órgãos abdominais dos australopitecos foram analisadas, como a estrutura da pelve, que, devido à postura bípede, oferecia suporte a essa região do corpo.
Quanto à morfologia do tronco, em H. sapiens a caixa torácica em forma de barril e a pelve relativamente menor cercam uma região abdominal mais estreita com uma cintura distinta, não vista no tronco de macacos. H. ergaster é o primeiro hominídeo conhecido a se aproximar das proporções corporais humanas modernas, inferindo que provavelmente tinha um intestino relativamente menor. As proporções do tronco humano moderno em primeiros Homo representavam uma importância para uma possível caça ativa e/ou migração de longa distância, caso fosse importante para a ecologia desses hominídeos. Essas atividades requerem um sistema cardiovascular extremamente eficiente, cujos componentes principais estão localizados dentro da caixa torácica. A ventilação dos pulmões provavelmente dependia principalmente dos movimentos do diafragma e, portanto, em outros grupos, seria menos eficaz do que em Homo, no qual a parte superior da caixa torácica pode ser levantada para ampliar o tórax durante a inspiração. Algumas vantagens biomecânicas também foram atribuídas à morfologia, sendo que uma cintura mais estreita do que nos Australopithecus permitia que os braços balançassem mais livremente na posição abaixada, assim como a maior torção na região abdominal, ambas essenciais para estabilizar a parte superior do corpo durante a corrida bípede.
Essas observações são relevantes para o primeiro grande aumento do cérebro dos hominídeos. Para o segundo aumento, o estudo considera que introdução da culinária pode ter sido um fator importante, já que o cozimento é uma tecnologia de externalizar parte do processo digestivo. Não só reduz toxinas nos alimentos, mas também aumenta sua digestibilidade. Isso tornaria a digestão uma atividade metabolicamente menos cara, portanto mais eficiente para os humanos modernos do que para os primatas não humanos ou hominídeos anteriores.

## Outras pesquisas na área
Além da ETH, existem outras duas hipóteses principais que foram propostas para explicar como cérebros maiores são sustentados entre espécies de mamíferos: a hipótese de restrição metabólica direta; e a hipótese da energia materna.
Outros estudiosos, porém afirmam que nenhuma dessas hipóteses tem aplicabilidade geral em múltiplos clados de mamíferos com diferentes histórias evolutivas, e há várias estratégias para atender às demandas energéticas da encefalização, que podem se manifestar de maneira diferente entre os táxons. No entanto, pelo menos no caso dos grandes símios e humanos com cérebros grandes, a hipótese da energia materna parece ser bem apoiada pelas evidências disponíveis. Ela propõe que o tamanho do cérebro é limitado pela quantidade de energia que a mãe pode fornecer durante os estágios iniciais da ontogenia de sua prole.
A validade da ETH ainda é discutida para outros clados não humanos, como o de primatas e outros mamíferos. Um outro estudo serviu para corroborar a hipótese de Aiello e Wheller, encontrando correlação entre qualidade da dieta e aumento da encefalização em vários casos entre primatas, apesar de ter apontado exceções que não eram consistentes com a hipótese. Porém há estudos que levantam evidências que refutariam a hipótese, em um destes, ao realizar testes empíricos entre 100 espécies de mamíferos, incluindo 23 primatas, os autores encontraram que o tamanho cerebral não possui uma correlação negativa com a massa do trato gastrointestinal e nenhum outro tecido metabolicamente custoso. O artigo, porém, encontra evidências que o tamanho dos cérebros e os depósitos de tecido adiposo são negativamente correlacionados em mamíferos, sugerindo que a encefalização e o armazenamento de gordura são estratégias compensatórias para se proteger contra a fome.
Há também estudos que tentam aplicar a hipótese em outros grupos de animais não mamíferos, como o de Fischer e Jungwirth que testou a aplicabilidade dessa hipótese e de outras duas em peixes (utilizando um grande conjunto de dados retirados do FishBase), e encontraram evidências que estão de acordo com o previsto pela ETH. Outro estudo, também utilizando peixes, analisou a espécie Gnathonemus petersi, que possui um cérebro aproximadamente 3 vezes maior do que esperado para seu tamanho. Ao analisarem o trato gastrointestinal deste animal e outros peixes carnívoros similares de cérebro menor, encontraram que G. petersi possui um intestino significativamente menor que os outros peixes analisados, como previsto pela hipótese do tecido caro.
Em um artigo publicado pela PubMed, foi explorada a possível influência da microbiota intestinal na ETH em vertebrados e concluiu que a composição da microbiota intestinal é determinada pela ingestão dietética e pode alterar o tamanho dos órgãos, especialmente o tamanho do intestino. Considerando isso, em combinação com as enormes demandas energéticas da encefalização e do aumento do cérebro, esses custos associados ao cérebro podem ser atendidos por meio do aumento da ingestão de energia total ou pela mudança nas alocações relativas de energia. Portanto, a microbiota intestinal pode afetar o tamanho do cérebro aumentando a ingestão de energia e reduzindo o tamanho do intestino, o que apoiaria a hipótese do tecido custoso. 